# Duitstalige Gemeenschapsverkiezingen 1999
De regionale verkiezingen voor de Raad van de Duitstalige Gemeenschap van België werden gehouden op zondag 13 juni 1999.

## Resultaten
De CSP won de verkiezingen, maar er werd een regering gevormd met een driepartijencoalitie, bestaande uit de SP, de PFF en Ecolo. Deze regering, onder leiding van Karl-Heinz Lambertz van de SP, werd beëdigd op 14 juli 1999 en heette regering-Lambertz I. Deze regering zou aanblijven tot de volgende verkiezingen van 2004.
| Partij               | Partij               | 1999    | 1999  | 1999   | 1995    | 1995  | 1995   | verschil | verschil | verschil |
| Partij               | Partij               | stemmen | %     | zetels | stemmen | %     | zetels | stemmen  | pp       | zetels   |
| -------------------- | -------------------- | ------- | ----- | ------ | ------- | ----- | ------ | -------- | -------- | -------- |
|                      | CSP                  | 12.822  | 34,78 | 9      | 13.307  | 35,93 | 10     | -485     | -1,15    | -1       |
|                      | PJU-PDB              | 4.379   | 12,86 | 3      | 5.051   | 13,64 | 3      | -672     | -0,78    | 0        |
|                      | SP                   | 5.519   | 14,97 | 4      | 5.958   | 16,09 | 4      | -439     | -1,12    | 0        |
|                      | PFF                  | 7.860   | 21,32 | 6      | 7.367   | 19,89 | 5      | 493      | 1,43     | 1        |
|                      | Vivant               | 1.228   | 3,33  | 0      | -       | -     | -      | 1.228    | 3,33     | 0        |
|                      | Ecolo                | 4.694   | 12,73 | 3      | 5.128   | 13,85 | 3      | -434     | -1,12    | 0        |
|                      | Andere               |         |       |        | 226     | 0,61  | 0      | -226     | -0,61    | 0        |
| Totaal Geldig        | Totaal Geldig        | 36.862  | 100   | 25     | 37.037  | 100   | 25     | -175     | 0        | 0        |
| Blanco & Ongeldig    | Blanco & Ongeldig    | 3.787   | 9,32  |        | 3.797   | 9,30  |        | -10      | 0,02     |          |
| Totaal Stemmen       | Totaal Stemmen       | 40.649  | 100   |        | 40.834  | 100   |        | -185     | 0        |          |
| Absenteïsme          | Absenteïsme          | 5.000   | 10,95 |        | 4.239   | 9,40  |        | 761      | 1,55     |          |
| Ingeschreven Kiezers | Ingeschreven Kiezers | 45.649  | 100   |        | 45.073  | 100   |        | 576      | 0        |          |

## Verkozenen
- Parlement van de Duitstalige Gemeenschap (samenstelling 1999-2004)